# Jure Božinović
Jure Božinović (Split, 30. rujna 1985.), hrvatski atletičar i reprezentativac, trener i kondicijski trener.

## Karijera

### Športska karijera
Športsku karijeru započeo je u splitskom ASK-u. Od 2005. do 2011. nastupa za AK Dinamo Zrinjevac, a 2011. se vraća u svoj matični klub. Glavna disciplina mu je 800 m. Božinović je 11 puta bio prvak hrvatske u disciplinama 800 m, 150 0m te štafeti 4x400 m. Na tablici svih vremena u Hrvatskoj na 800 m drži sedmu poziciju.

### Trenerska karijera
Od 2011. do 2014.  godine bio je glavni trener za srednje pruge u ASK-u. Kao kondicijski trener radio je u mađarskim nogometnim klubovima Pécsi MFC i Puskás Akadémia FC te hrvatskom prvoligašu RNK Splitu.

## Osobni rekordi
| Disciplina | Rezultat | Mijesto                      | Datum              |
| ---------- | -------- | ---------------------------- | ------------------ |
| 300m       | 36.73    | Split, Hrvatska              | 22. veljače 2014.  |
| 400m       | 47.82    | Bar, Crna Gora               | 06. svibnja 2006.  |
| 600m       | 1:19.27  | Split, Hrvatska              | 12. travnja 2014.  |
| 800m       | 1:47.59  | Brugnera, Italija            | 06. rujna 2008.    |
| 1000m      | 2:21.72  | Sokolac, Bosna i Hercegovina | 22. kolovoza 2009. |
| 1500m      | 3:54.97  | Kaunas, Litva                | 22. lipnja 2013.   |
| 4x400m     | 3:11.44  | Izmir, Turska                | 19. lipnja 2011.   |

## Vanjske poveznice
- HAS - Jure Bozinovic
- ALL ATLETICS - Jure Bozinovic  Arhivirana inačica izvorne stranice od 16. veljače 2015. (Wayback Machine)